# Saint-Bonnet-en-Bresse
Saint-Bonnet-en-Bresse é uma comuna francesa na região administrativa de Borgonha-Franco-Condado, no departamento Saône-et-Loire. Estende-se por uma área de 17,92 km². Em 2010 a comuna tinha 492 habitantes (densidade: 27,5 hab./km²).